# Kon-Tiki (2012)
Kon-Tiki är en norsk-brittisk-dansk spelfilm från 2012. Handlingen är baserad på historien om norrmannen Thor Heyerdahl, spelad av Pål Sverre Valheim Hagen och Kon-Tikiexpeditionen. I filmen spelar Gustaf Skarsgård rollen som den svenske expeditionsdeltagaren Bengt Danielsson. Filmen hade norsk premiär den 24 augusti 2012. Den 13 september blev det bekräftat att filmen skulle representera Norge i kampen om en Oscarsnominering i kategorin Bästa utländska film, och den 13 december rapporterades det att filmen blivit nominerad till en Golden Globe i kategorin bästa utländska film.

## Handling
Den unge norrmannen Thor Heyerdahl lägger fram sin princip att Polynesien för 1 500 år sedan blivit befolkat från Sydamerika. Ingen tror på hans teori, eftersom alla tror att Polynesien blivit befolkat från Asien, dessutom så är det omöjligt att segla över Stilla Havet med de gamla infödingarnas byggnadskunskaper. Heyerdahl trotsar alla råd och tidigare teorier och tar ett för många "vansinnigt" beslut: Han ska segla alla de 8 000 kilometerna över Stilla Havet på en flotte av balsaträ. Han får stora svårigheter att finansiera expeditionen, men det löser sig till slut. Tillsammans med fem andra expeditionsdeltagare sätter han planen i verket. Men på resan väntar även vilda hajar, obarmhärtiga stormar och till råga på allt kan inte Thor Heyerdal simma.

## Medverkade
- Pål Sverre Valheim Hagen – Thor Heyerdahl
- Anders Baasmo Christiansen – Herman Watzinger
- Gustaf Skarsgård – Bengt Danielsson
- Odd-Magnus Williamson – Erik Hesselberg
- Tobias Santelmann – Knut Haugland
- Jakob Oftebro – Torstein Raaby
- Agnes Kittelsen – Liv Heyerdahl
- Manuel Cauchi – Jose Bustamente
- Richard Trinder – Löjtnant Lewis
- Katinka Egres – Vacker Senorita
- Stefan Cronwall – Svensk äventyrare

## Om produktionen
Med sina 93 miljoner norska kronor (cirka 103,3 miljoner i svenska kronor i dåläget) i budget är Kon-Tiki den dyraste norska filmen genom tiderna. Inspelningen började den 24 maj 2011 och slutade i september samma år. Filmen spelades in i Norge, Polynesien, USA, Peru och Stilla havet.
Alexander Skarsgård anmälde sitt intresse att få spela Thor Heyerdahl, men förhandlingarna krockade med TV-serien True Blood. Dessutom ville filmskaparna att Heyerdahl skulle prata norska.

## Faktafel i "Kon-Tiki"
- I en dramatisk scen hamnar besättningsmannen Herman Watzinger i vattnet, omgiven av vithajar. I verkligheten föll Watzinger i vattnet när han försökte fånga en sovsäck som flög iväg, och mycket riktigt hoppade Knut Haugland i efter honom, men ingenting tyder på att de var omgivna vithajar vid denna stund, som filmen antyder. Dock så fångade besättningen mycket riktigt hajar från flotten med bara händerna under färden.[5]
- Enligt filmen siktar besättningen för första gången land när de efter 101 dagars färd närmar sig Raroia. I själva verket hade de en kort tid tidigare försökt ta sig iland på en annan stillahavsö, Angatau, men misslyckats trots hjälp från lokalinvånarna.[5]
- Trine Watzinger har uttalat sin besvikelse över filmens framställning av hennes far. Han framställs varken fysiskt eller psykiskt korrekt. Filmskaparna har tagit stora friheter och ger en starkt historiskt osann bild av min far. Jag har under lång tid glatt mig åt att få se "Kon-Tiki", men det är en besvikelse att höra hur slutresultatet har blivit, säger hon.[6]
- I filmen blir besättningens papegoja, Lorita, uppäten av en vithaj. I verkligheten sköljdes hon överbord av en stor våg.[7]